# Fastpitch softball

Una lanciatrice in azione

Il fastpitch softball (noto anche più semplicemente come fast pitch o fastpitch) è uno sport di squadra, variante del softball, generalmente praticato dalle donne.